# Ranunculus centellifolius
Ranunculus centellifolius är en ranunkelväxtart som beskrevs av Paul Carpenter Standley. Ranunculus centellifolius ingår i släktet ranunkler, och familjen ranunkelväxter. Inga underarter finns listade i Catalogue of Life.